# Pietre runiche di Jarlabanke

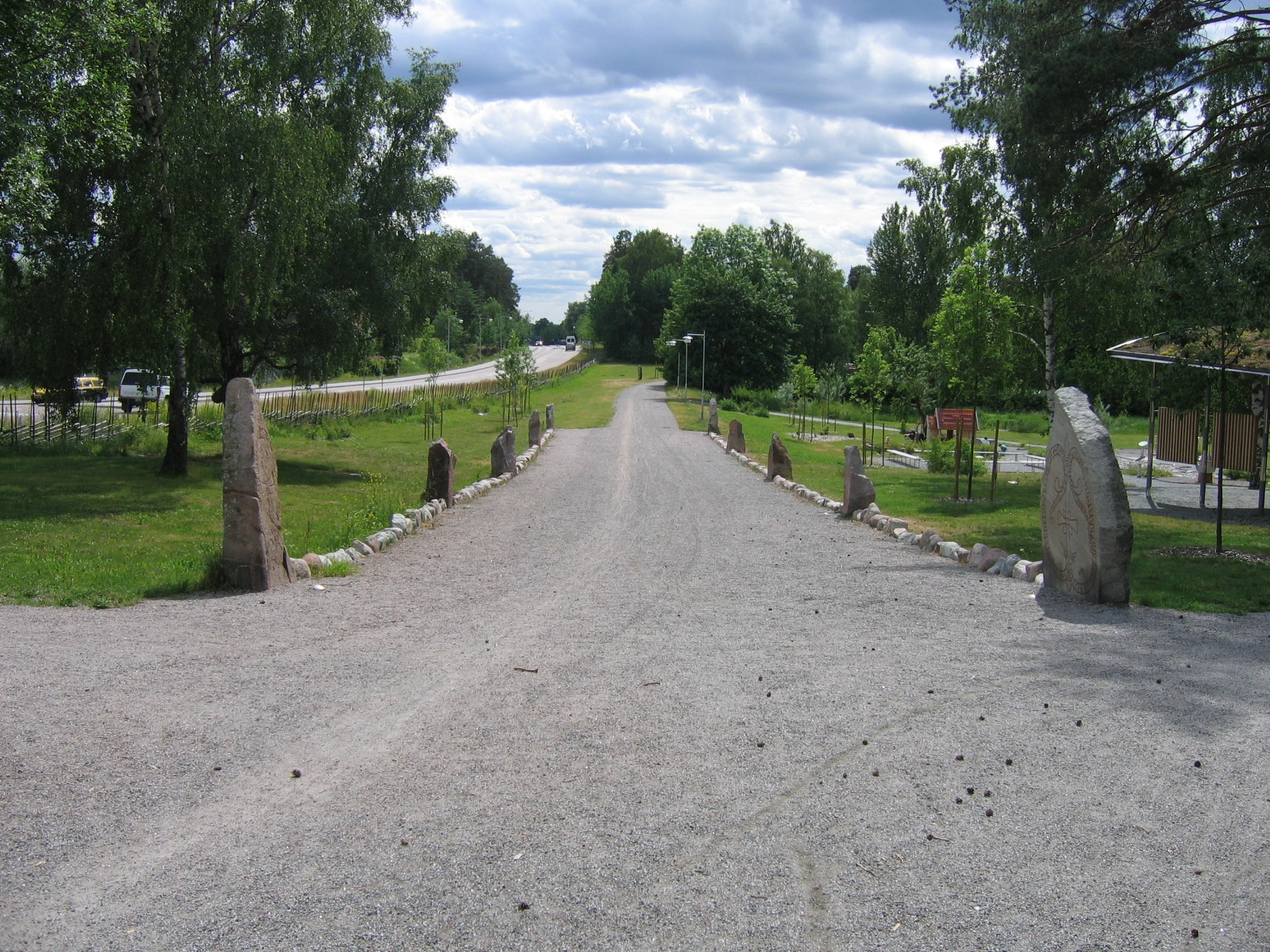
Foto di due pietre runiche di Jarlabanke, all'entrata della strada rialzata che porta al "Ponte di Jarlabanke".

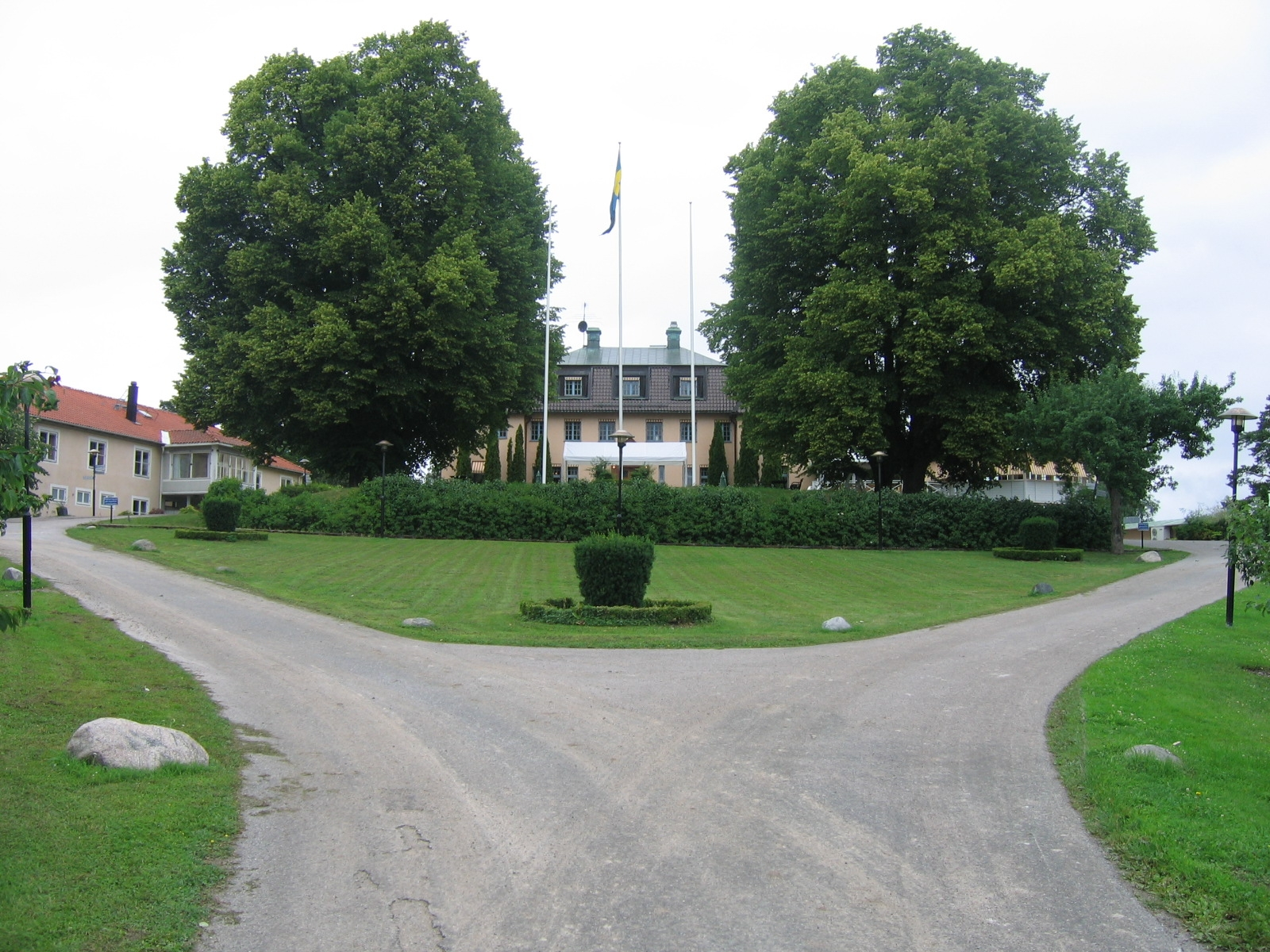
Jarlabanke probabilmente visse sulla tenuta che oggi porta il nome di Såsta. Al 2007, la tenuta era un centro congressi.

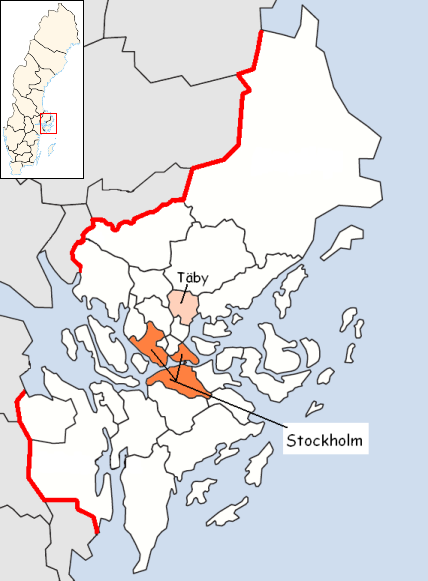
Localizzazione di Täby in Svezia.

Le Pietre runiche di Jarlabanke (in svedese Jarlabankestenarna) sono circa 20 monoliti eretti e incisi nell'XI secolo nel villaggio di Täby, nella regione dell'Uppland, Svezia. Riportato testi scritti con alfabeto runico e in lingua norrena.
Furono commessi da Jarlabanke Ingefastsson, un principe e condottiero locale, e dal suo clan. Jarlabanke probabilmente fu un Hersir, responsabile della locale milizia, chiamata Fyrd. Da diverse pietre runiche si sa che esso fu un cristiano e non un pagano.
Cinque monoliti riportano tutti lo stesso messaggio: "Jarlabanke fece queste pietre per il suo onore mentre era ancora in vita. Fece questo ponte per la sua anima. Egli solo è il padrone di Täby". Solo una pietra della chiesa di Vallentuna (la successiva U 212) porta su un'altra faccia il seguente testo: "arlabanke fece queste pietre per il suo onore mentre era ancora in vita. Fece questo thing e solo lui ne è il padrone."
Il cosiddetto "Ponte di Jarlabanke" è una strada rialzata visibile a Taby che originariamente era bordata da quattro pietre runiche e molti altri monoliti. Esso è lungo circa 116 metri e largo 6,4 metri e possiede tre iscrizioni lungo il suo asse. Una delle pietre runiche fu spostata in passato nel villaggio di Vallentuna, dove fu incisa con un nuovo testo.
Altre tre pietre runiche indicano Jarlabanke come costruttore di strade e ponti, mentre una decina di monoliti incisi ci permettono di seguire la sua famiglia per ben quattro generazioni. Il suo orgoglio nel costruire strade e ponti dimostra come questo genere di opere conferisse molto prestigio, nella Svezia dell'XI secolo.
I testi incisi hanno generato una controversia tra gli studiosi basata sul significato del verbo norreno eiga (possedere) e sull'origine delle divisioni amministrative della zona. Si discute se Jarlabanke fosse effettivamente proprietario del centro abitato o se fosse stato incaricato del governo dal re di Svezia, purtroppo la verità è quasi impossibile da stabilire.
Omeljan Pritsak ha osservato che la posizione di spicco e le proprietà di Jarlabanke dimostrano che sia lui che il suo clan abbiano ricevuto benefici dal partecipare ad alcuni danegeld, dal fornire servizio mercenario nella guardia variaga e nel Rus' di Kiev.

## U 127

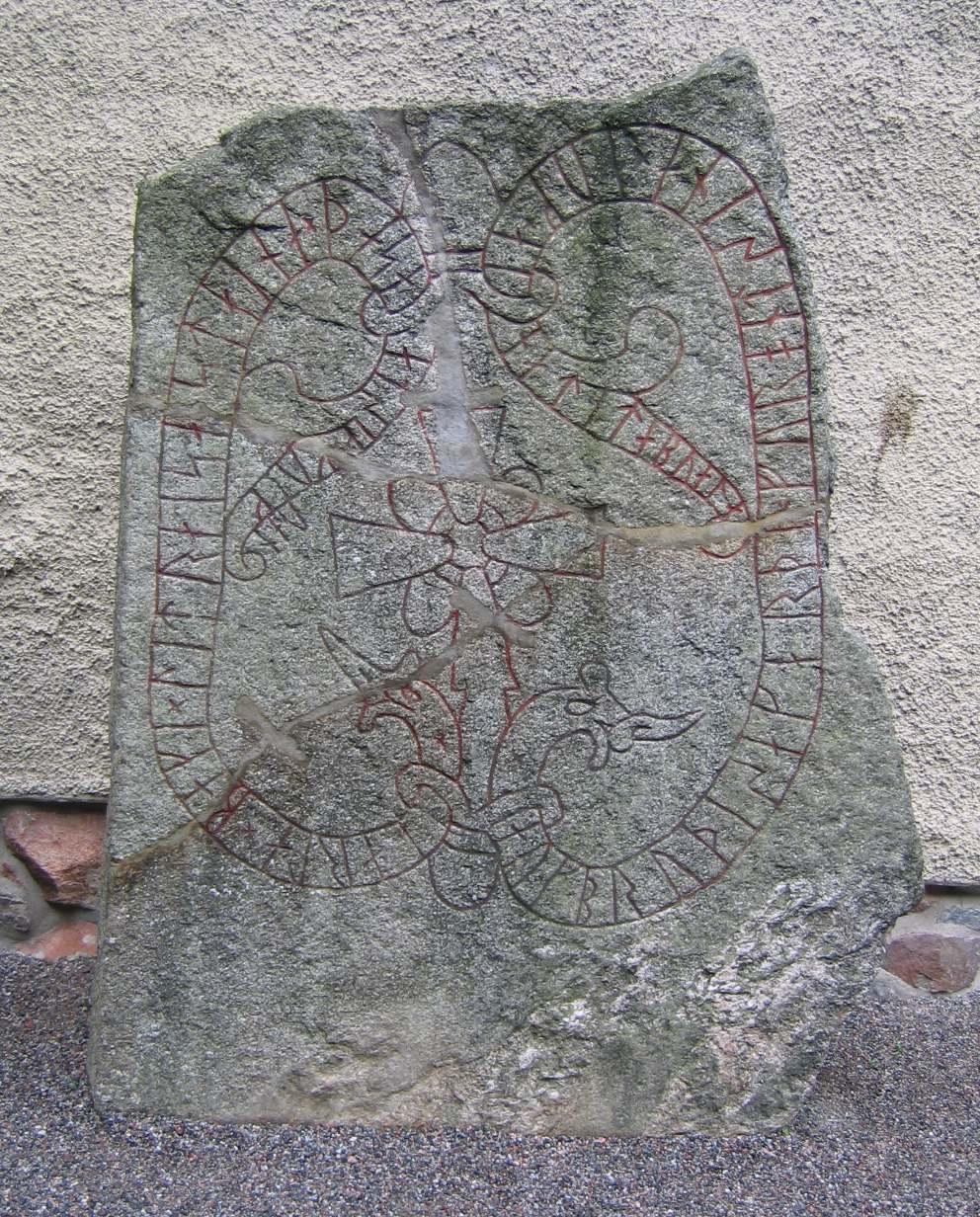
U 127.

Questa pietra runica venne rinvenuta nel muro della chiesa di Danderyd, ove fu trasportata da Täby e riutilizzata per la costruzione del tempio. In questa pietra Jarlabanke dichiara che aveva tutta Täby sotto il suo comando e che aveva fatto un ponte ed eretto diverse pietre runiche in onore di se stesso mentre era ancora vivo.

### Traslitterazione in caratteri latini
× iarla×baki × lit raisa [×] staina × þasa at sik × kuikuan × auk bru þisa karþi × fur ont sina × auk × ain ati tabu ala-

### Trascrizione in norreno
Iarlabanki let ræisa stæina þessa at sik kvikvan, ok bro þessa gærði fyr and sina, ok æinn atti Tæby alla[n].

### Traduzione in italiano
Jarlabanki ha eretto queste pietre in memoria di se stesso mentre ancora viveva, e costruì questo ponte per la sua anima, e (egli) è il solo padrone di Tábýr.

## U 140

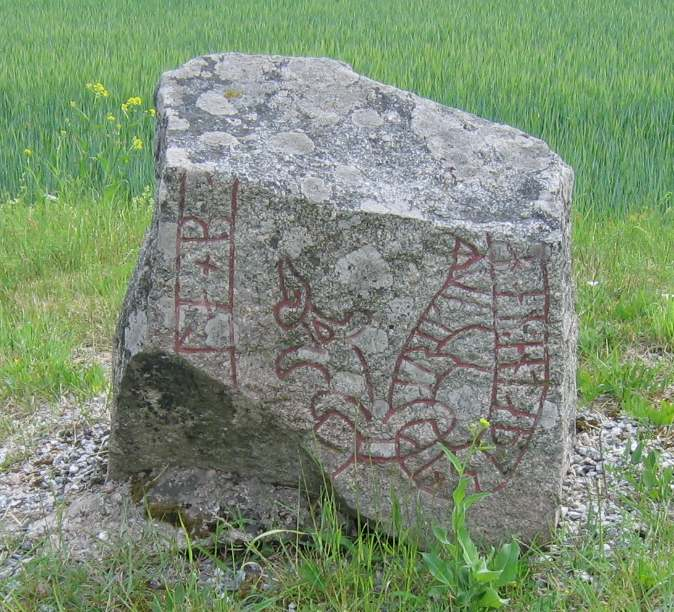
U 140.

Questo frammento si trova a Broby, nelle vicinanze delle Pietre runiche di Broby bro e della pietra runica U 150. Fu scoperto tra le fondamenta di un piccolo edificio. Si tratta di una delle due Pietre di Jarlabanke ove si dichiara che questi uomini si erano recati all'estero, in Grecia per la precisione, ma non si conosce chi era il viaggiatore menzionato nel testo.

### Traslitterazione in caratteri latini
× ...la×b(a)... ... han: entaþis * i kirikium

### Trascrizione in norreno
[Iar]laba[nki] ... Hann ændaðis i Grikkium.

### Traduzione in italiano
Jarlabanki... Egli incontrò la sua fine in Grecia.

## U 142

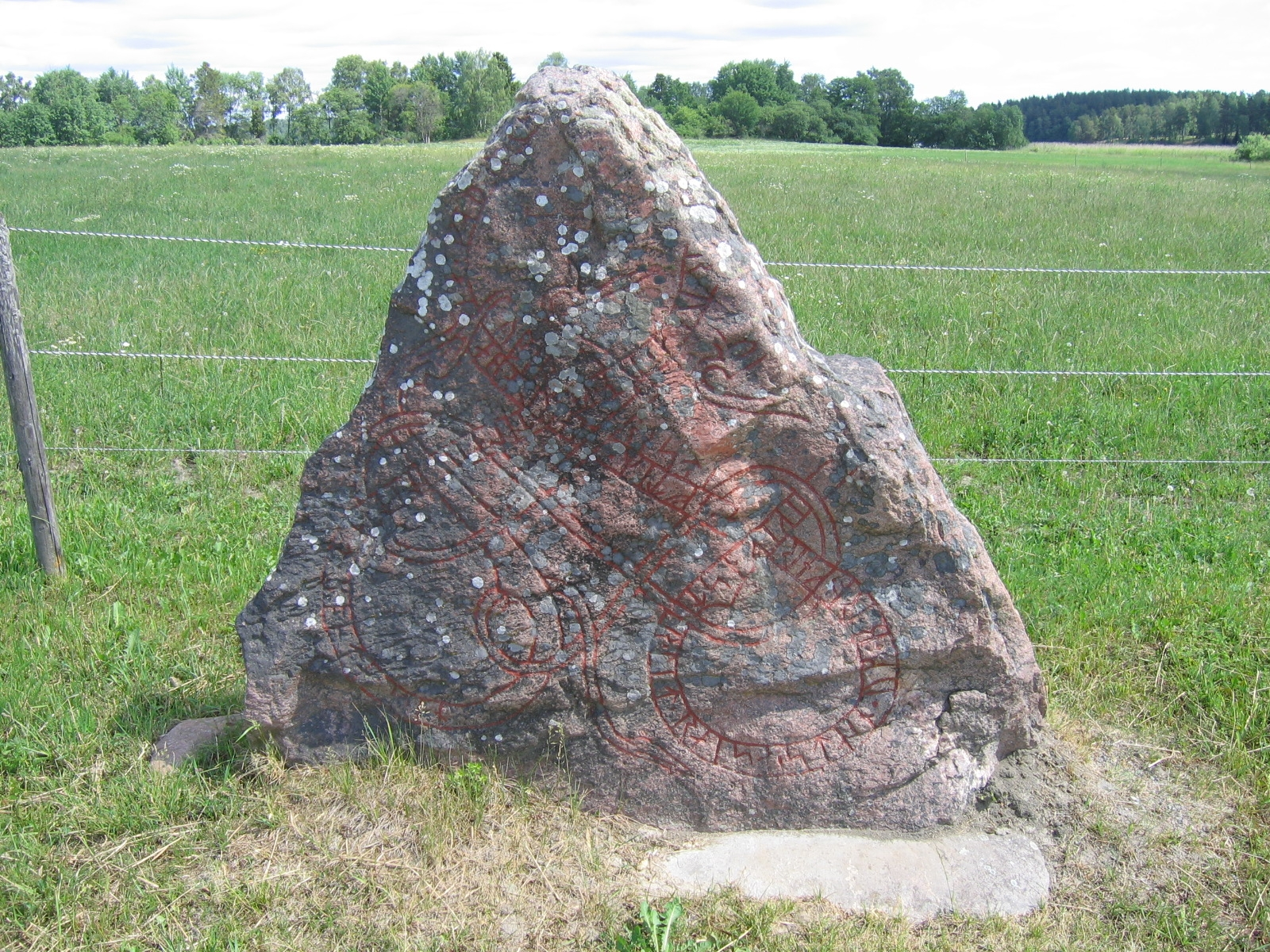
U 142.

Questa pietra runica risale alla seconda metà dell'XI secolo e si trova vicino a Fällbro ed è una delle più importanti tra quelle appartenenti a Jarlabanke; fu eretta in sua memoria dopo la sua morte dalla moglie, Ketiley, e da suo figlio, Ingifastr Jarlabankesson. Il testo ci informa anche che fu scolpito da Öpir, uno dei più importanti "maestri di rune" del suo tempo.

### Traslitterazione in caratteri latini
ikifastr ' lit ' raisa ' stain * uk ' bro ' kera ' eftiR ' iarlabaka ' faþur ' s[in ' uk ' sun ' io]runa ' uk ' ketilau lit ' at ' bonta ' sin ybir risti

### Trascrizione in norreno
Ingifastr let ræisa stæin ok bro gæra æftiR Iarlabanka, faður sinn ok sun IorunaR, ok Kætiløy let at bonda sinn. ØpiR risti.

### Traduzione in italiano
Ingifastr ha eretto la pietra e costruito il ponte in memoria di Jarlabanki, suo padre, figlio di Jórunnr. E Ketiley ha (eretto/fatto) in memoria di suo marito. Œpir incise.

## U 148

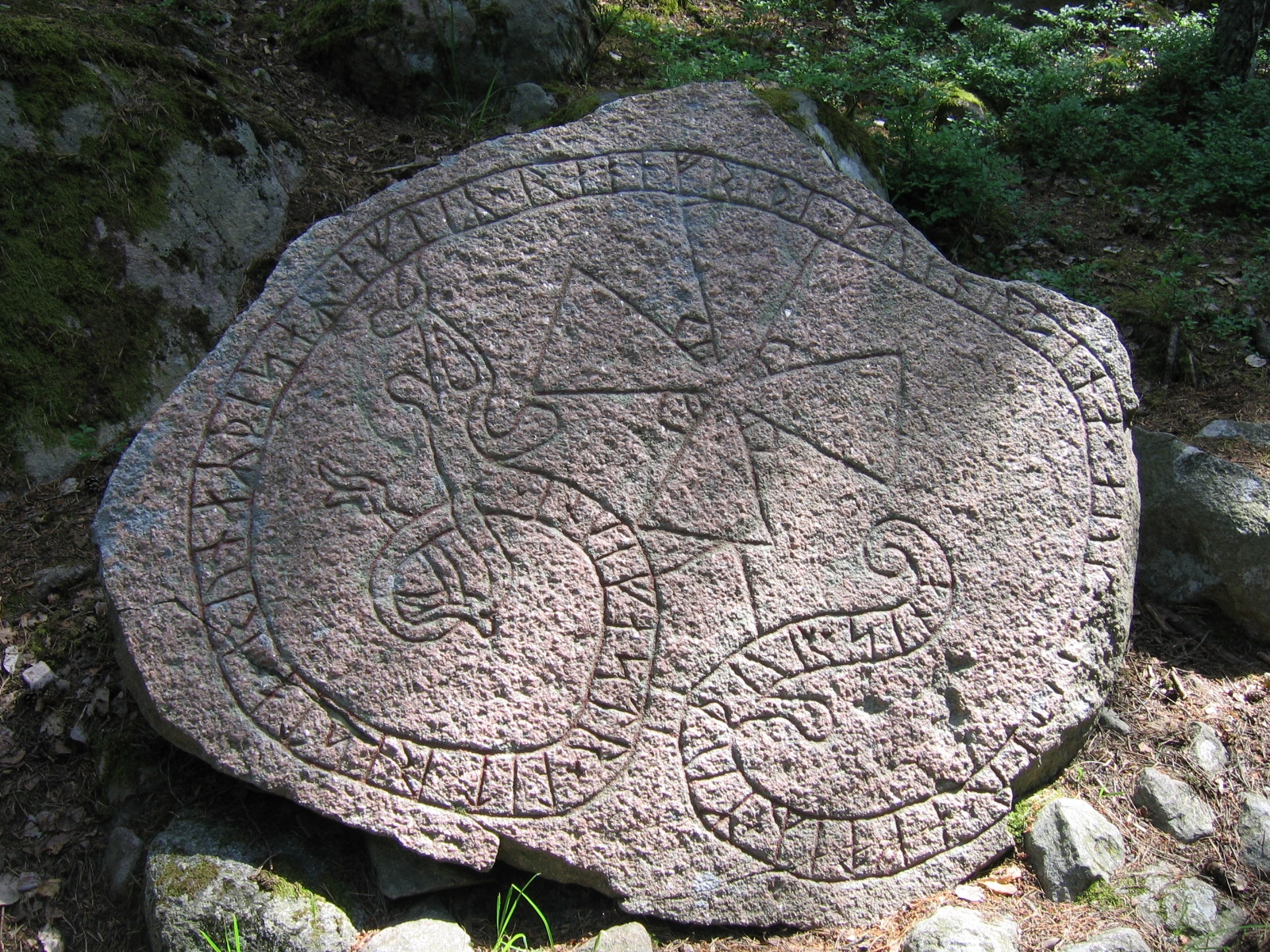
U 148.

Questa pietra runica si trova in una foresta a sud-ovest di Hagby, dove una strada attraversa un ruscello e solo a pochi metri dalla U 147. La strada fu costruita dal clan di Jarlabanke e permetteva di andare dalla baia di Edsviken a Täby. Il testo inciso dice che la pietra runica fu eretta da Ingifastr Eysteinsson (padre di Jarlabanke) in memoria di sua moglie Ragnfríðr e del di lei figlio Hemingr (fratellastro di Jarlabanke).

### Traslitterazione in caratteri latini
× inkifastr × lit × rista × runaR þisaR × aftiR × rahnfriþi × kuinu × sina × auk × -[m-](n) kr × aftiR × muþur × sina

### Trascrizione in norreno
Ingifastr let rista runaR þessaR æftiR Ragnfriði, kvinnu sina, ok [Hæ]m[i]ngR æftiR moður sina.

### Traduzione in italiano
Ingifastr ha inciso queste rune in memoria di Ragnfríðr, sua moglie; e Hemingr in memoria di sua madre.

## U 149

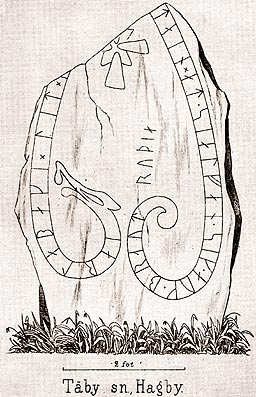
U 149 in un disegno del 1840.

Questo monolite rimaneva a Hagby, al giorno d'oggi è andato perduto ma il testo ci è noto grazie ad un disegno eseguito da Richard Dybeck nel 1840. La pietra fu eretta per la memoria di Jarlabanke in relazione con la  sistemazione di una strada.

### Traslitterazione in caratteri latini
[iarlabaki × lit × -... ...tain × at * sialfan * sik * auk * braut ruþia]

### Trascrizione in norreno
Iarlabanki let ... [s]tæin at sialfan sik ok braut ryðia.

### Traduzione in italiano
Jarlabanki ebbe... la pietra in memoria di se stesso e pulì una strada.

## U 150

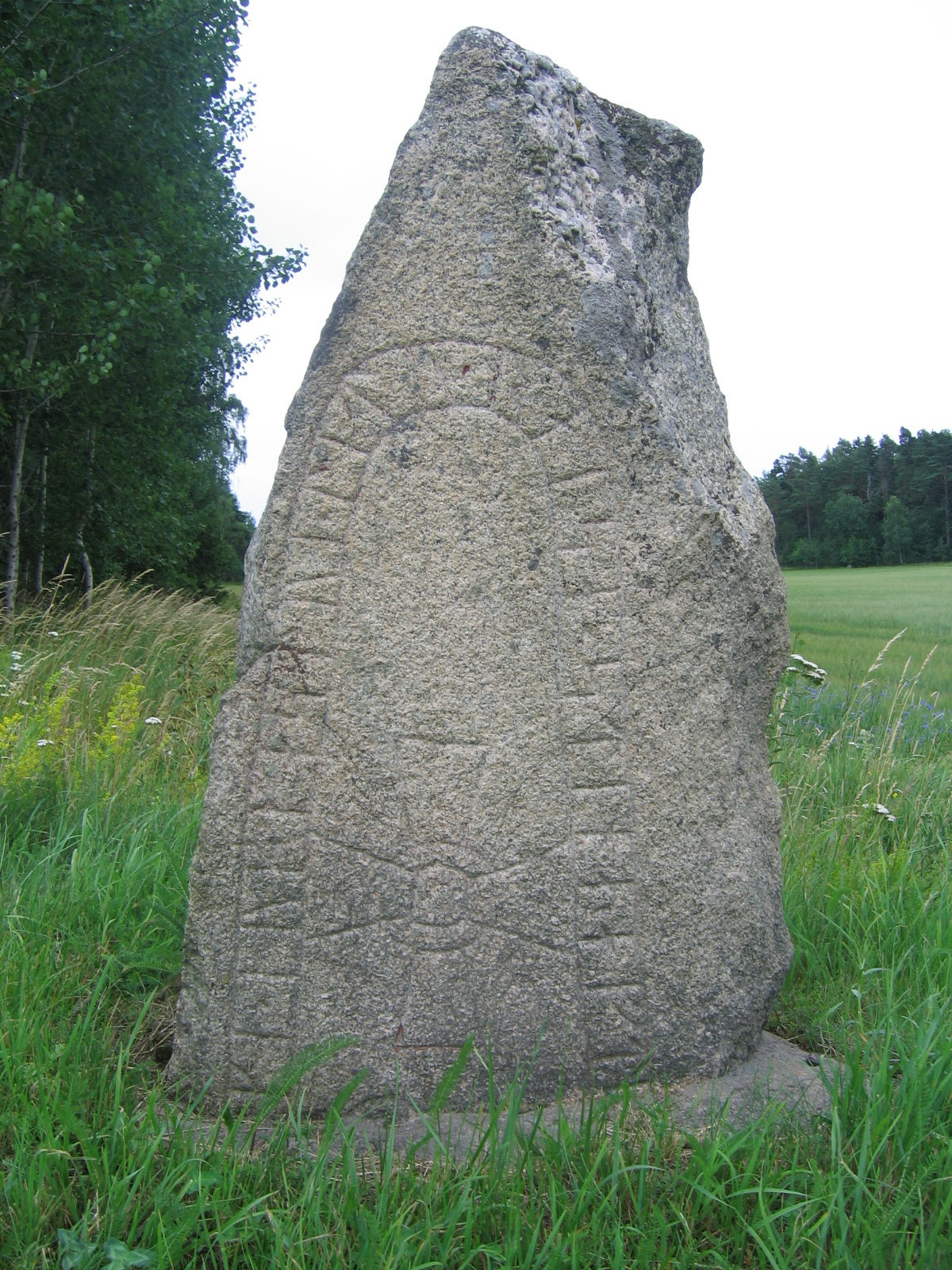
U 150.

Questa pietra risale alla prima metà dell'XI secolo e si trova vicino a Karby, lungo la strada. La parte inferiore è andata persa ed è infissa a terra grazie a del calcestruzzo. Il testo ci informa che la pietra fu eretta da Jarlabanke e da sua moglie Fastvé in memoria del loro figlio Sveinn. 

### Traslitterazione in caratteri latini
* iarla*b]aki * auk * fastui * litu * raisa * stina * aftiR [* suain * sun * sin

### Trascrizione in norreno
Iarlabanki ok Fastvi letu ræisa stæina æftiR Svæin, sun sinn.

### Traduzione in italiano
Jarlabanki e Fastvé hanno eretto la pietra in memoria Sveinn, loro figlio.

## U 164

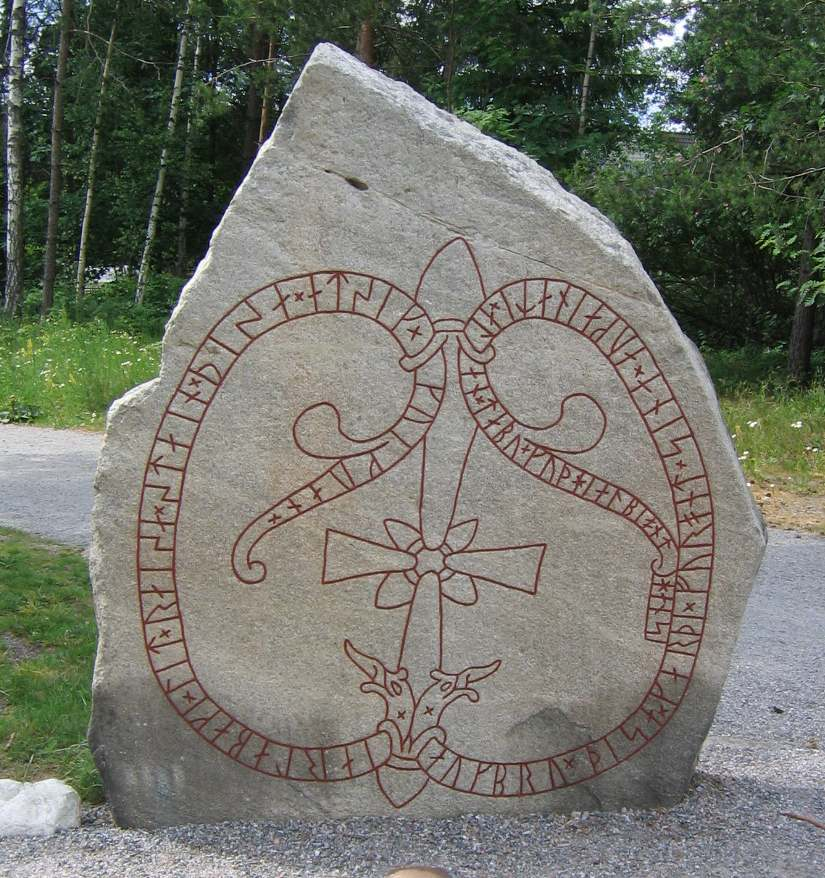
U 164.

Questa pietra risale alla prima metà dell'XI secolo e si trova sulla strada rialzata nota come Ponte di Jarlabanke. Questo è un altro monumento eretto per la gloria di Jarlabanke mentre questo era ancora vivo, qui si dichiara che egli ha il comando supremo su tutta Täby e che si commemora la creazione della strada rialzata (ponte) a favore dello spirito del committente.

### Traslitterazione in caratteri latini
× iarlabaki × lit × raisa × stain × þisa × at sik × kuikuan ×× auk bru × þisa × karþi × fur ont × sina × auk ain ati × alan × tabu × kuþ hialbi ont hans

### Trascrizione in norreno
Iarlabanki let ræisa stæina þessa at sik kvikvan, ok bro þessa gærði fyr and sina, ok æinn atti allan Tæby. Guð hialpi and hans.

### Traduzione in italiano
Jarlabanki ha eretto queste pietre in memoria di sé quando era ancora vivo, e fece questo ponte per la sua anima, e (egli) solo è proprietario di tutta Tábýr. Possa Dio aiutare la sua anima.

## U 165

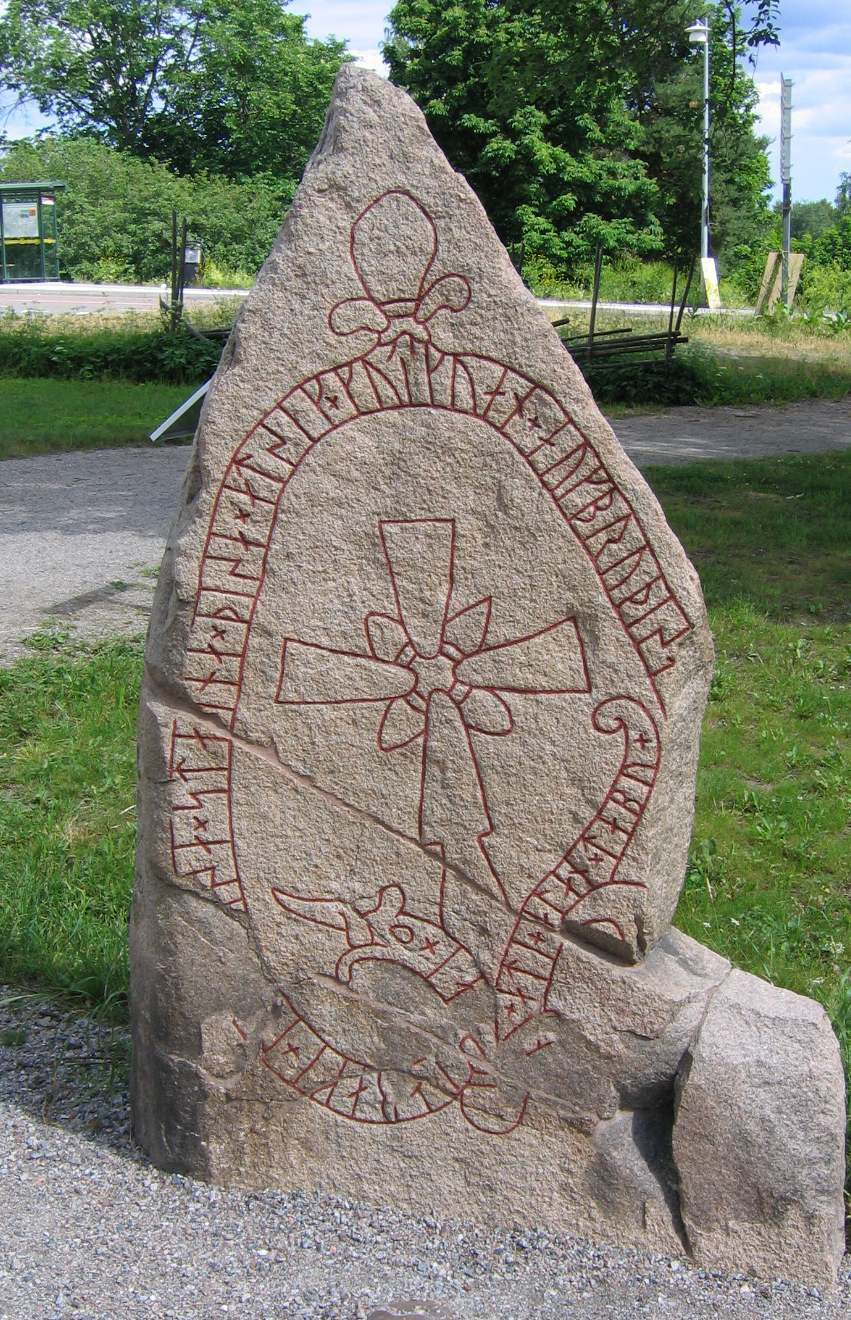
U 165.

Come la pietra runica precedente, anche questa si trova sulla strada rialzata nota come Ponte di Jarlabanke e riporta lo stesso tipo di messaggio.

### Traslitterazione in caratteri latini
ia[r]labaki × li- ---sa × staina × þisa × at sik × kuikuan × auk bru þis(a) [× karþi fur ont ×] si-- --- × ati + (a) lan × tabu +

### Trascrizione in norreno
Iarlabanki le[t ræi]sa stæina þessa at sik kvikvan, ok bro þessa gærði fyr and si[na ...] atti allan Tæby.

### Traduzione in italiano
Jarlabanki ha eretto queste pietre in memoria di sé mentre viveva, e fece questo ponte per la sua anima... proprietario di tutta Tábýr.

## U 212

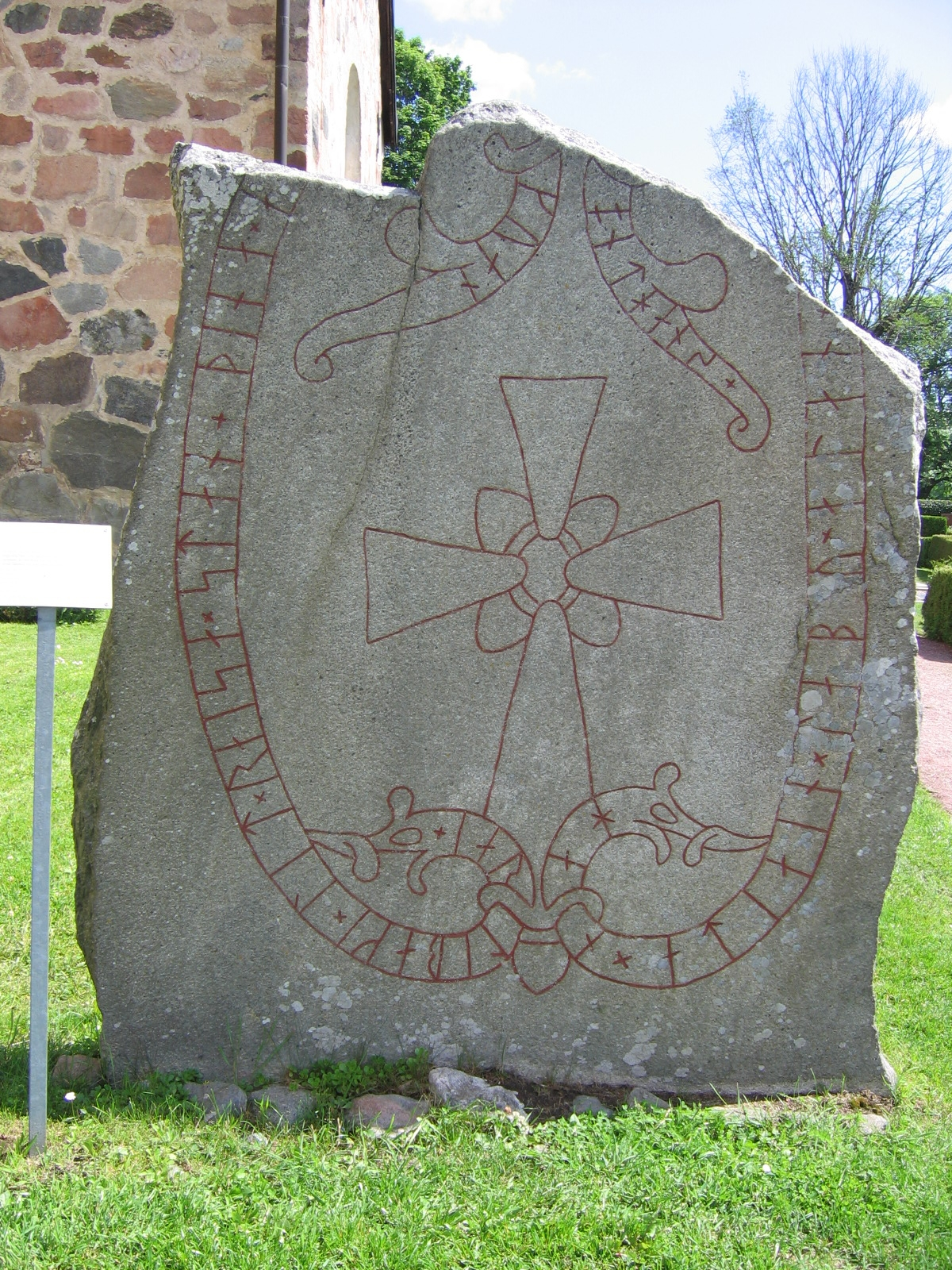
Lato A di U 212.

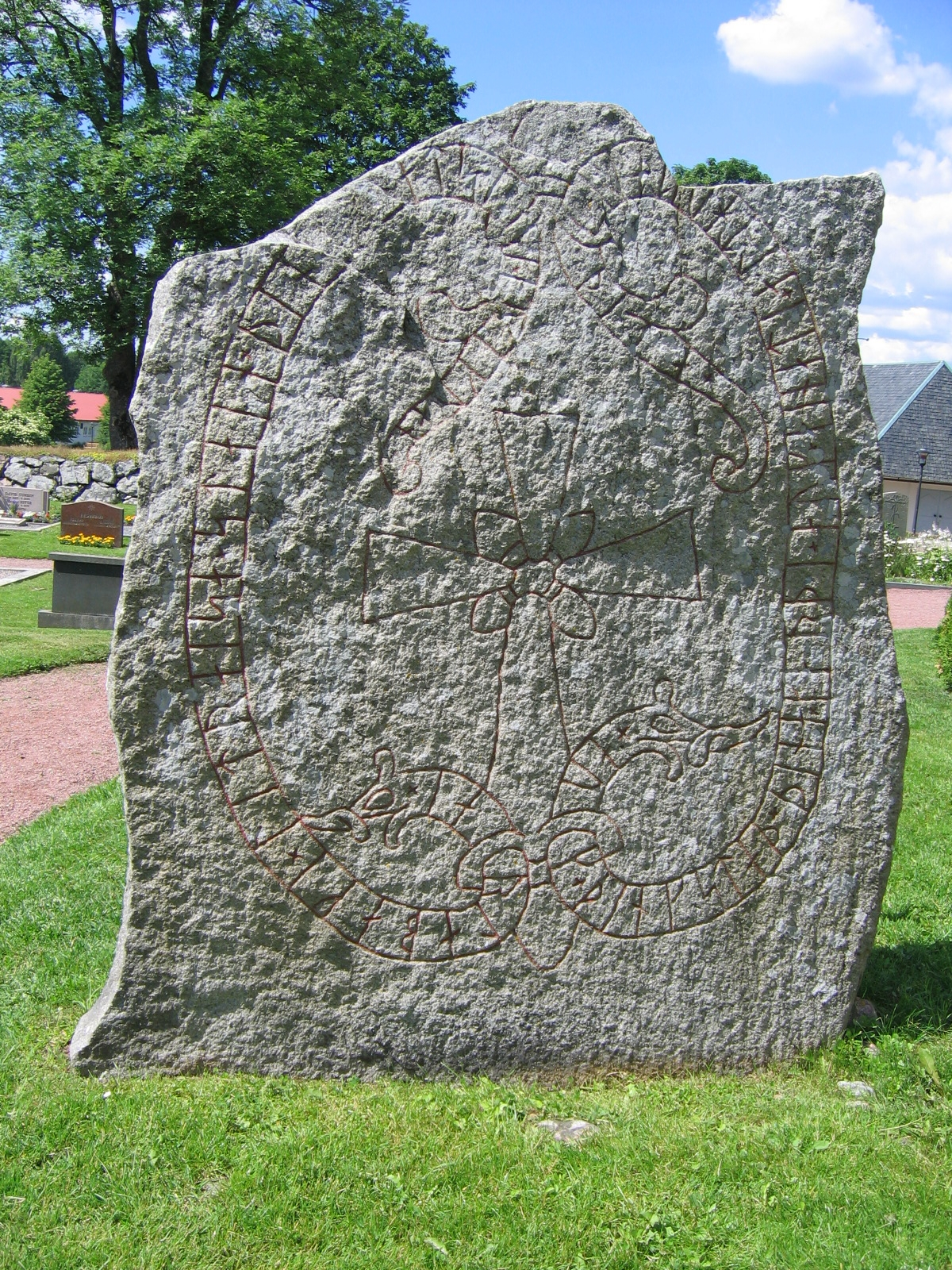
Lato B di U 212.

Questo monolite si trova alla chiesa di Vallentuna, ma il suo posizionamento originale non è conosciuto. Particolare degno di nota è il fatto che la pietra è incisa su entrambi i lati (A e B) e i testi riportati sono quasi identici per lato. Sul lato A è inciso che egli è in possesso di tutta Täby e il verbo norreno eiga può essere interpretato come "proprio", mentre sul lato B si dichiara che egli è padrone del thing. Qui, il verbo eiga, probabilmente deve essere interpretato come "comandare". Quest'ultimo lato informa inoltre che la pietra runica fu eretta quando Jarlabanke edificò il thing. Il lato B, probabilmente, fu inciso successivamente al lato A e dopo che il monolite subì dei danneggiamenti, come sembra suggerire la forma dell'incisione. 

### Traslitterazione in caratteri latini
Lato A: × iarlibaki × lit × raisa × stan + þina × a... ... ...kuan + han × ati ain × tabu × alan × -... ... ont hans +

Lato B: × iarlabaki × lit raisa × stain × þin- at sik kuikuan × auk × þinkstaþ × þina × karþi + auk × ain ati + alt hu-(t) ari × þita +

### Trascrizione in norreno
Lato A: Iarlabanki let ræisa stæin þenna a[t sik kvi]kvan. Hann atti æinn Tæby allan. [Guð hialpi] and hans.

Lato B: Iarlabanki let ræisa stæin þenn[a] at sik kvikvan, ok þingstað þenna gærði, ok æinn atti allt hu[n]dari þetta.

### Traduzione in italiano
Lato A: Jarlabanki ha eretto queste pietre in memoria di sé quando era ancora vivo. Egli solo è proprietario di tutta Tábýr. Possa Dio aiutare la sua anima.

Lato B: Jarlabanki ha eretto queste pietre in memoria di sé quando era ancora vivo, e fece questo luogo di assemblea, ed egli è il solo proprietario di questo thing.

## U 216

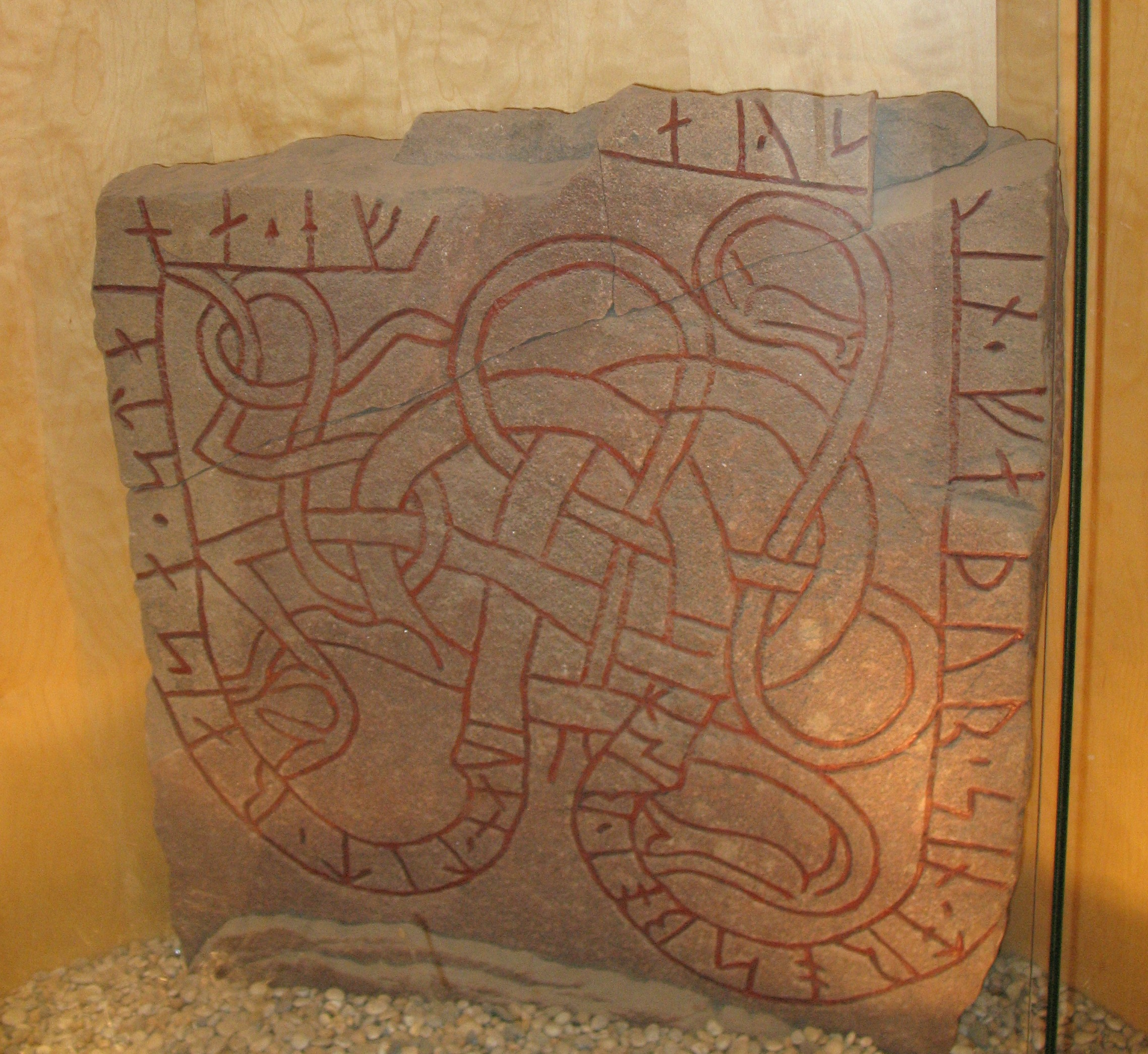
U 216.

Questa pietra runica venne rinvenuta nella chiesa di Vallentuna, ma è conservata nella farmacia dello stesso paese. Fu eretta da un uomo con un nome cristiano, Johan, in memoria di suo padre Eysteinn. Si pensa che questo Eysteinn fosse il figlio di Ingifastr e nipote di Jarlabanke. 

### Traslitterazion] in caratteri latini
iuan ÷ lit ÷ raisa ' staina + ef... ' ay(s)-(a) in + faþur ' sin ÷ drosboi ÷ risti

### Trascrizione in norreno
Ioan let ræisa stæina æf[tiR] Øys[t]æin, faður sinn. Drosboi risti.

### Traduzione in italiano
Jóhan ha eretto la pietra in memoria di Eysteinn, suo padre. Drósbúi incise.

## U 217

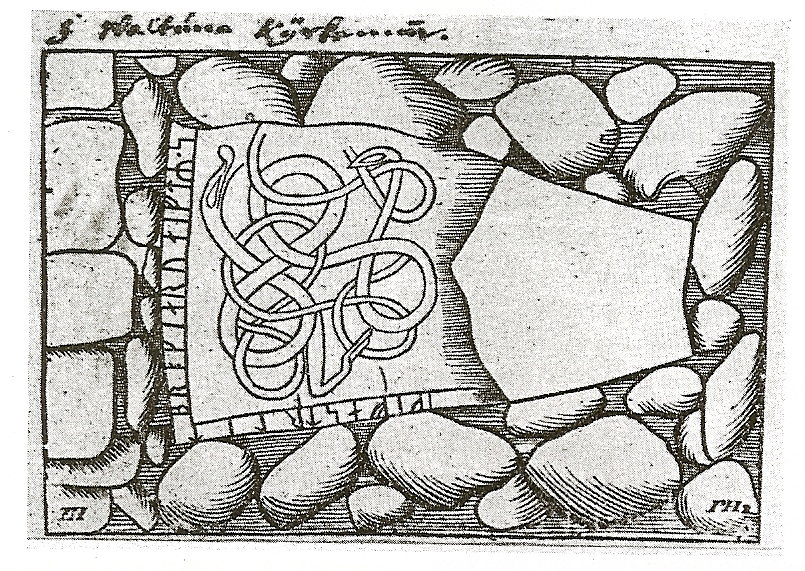
U 217, disegno del XVII secolo.

Questa pietra runica venne rinvenuta nella chiesa di Vallentuna, ma al giorno d'oggi è dispersa. Fu eretta per commemorare Ingifastr, che eresse un ponte. Tale Ingifastr si crede sia stato il figlio di Jarlabanke e padre di Eysteinn citato nella U 216. La ragione per cui questi uomini vengono connessi con queste linee di parentela è che le incisioni furono eseguite dallo stesso "maestro di rune" Drósbúi.

### Traslitterazione in caratteri latini
ikifastr lit bro kiarua iftR * s...

### Trascrizione in norreno
Ingifastr let bro gærva æftiR ...

### Traduzione in italiano
Ingifastr fece il ponte in memoria di...

## U 261

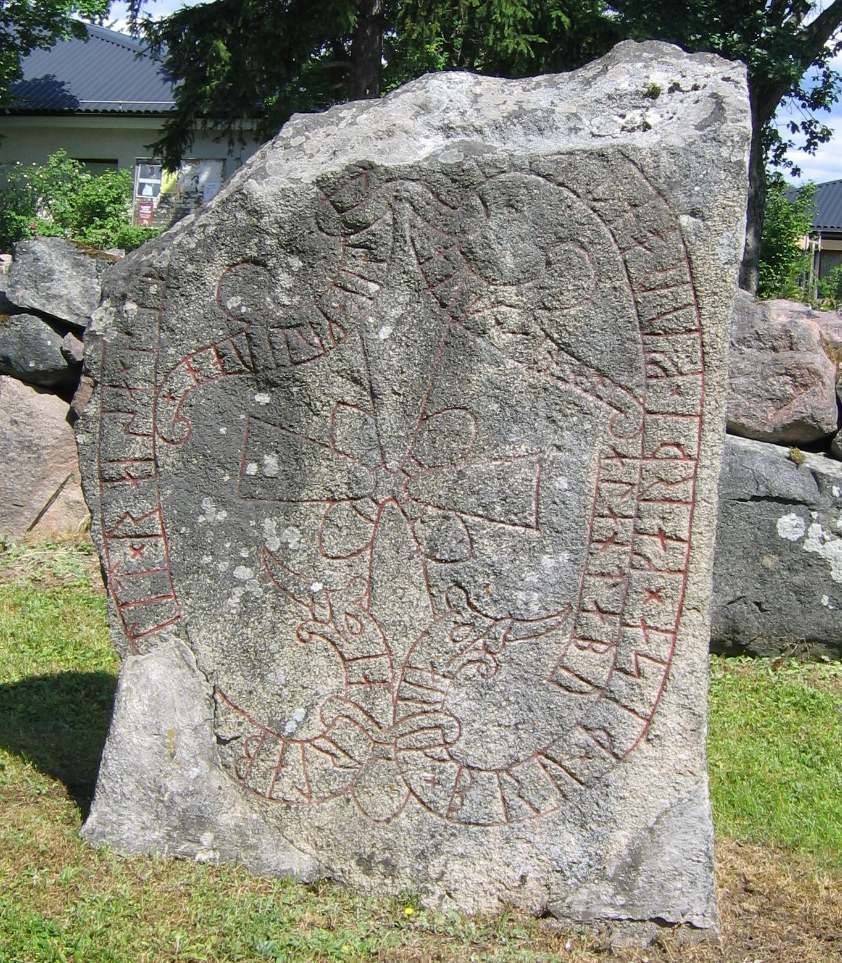
U 261 alla chiesa di Fresta.

Questa pietra runica si trova nella chiesa di Fresta e risale alla metà dell'XI secolo. È l'ennesimo monumento eretto da Jarlabanke per commemorare se stesso mentre era ancora vivo e ribadire i suoi diritti su Täby.

### Traslitterazione in caratteri latini
iarlaba... lit × raisa × s[taina × þasa × a]t sik × kuikuan × ¶ auk × bru × þisa × karþi × fur ont [×] s[in]a × auk × ain ati alan tabu

### Trascrizione in norreno
Iarlaba[nki] let ræisa stæina þessa at sik kvikvan, ok bro þessa gærði fyr and sina, ok æinn atti allan Tæby.

### Traduzione in italiano
Jarlabanki ha eretto queste pietre in memoria di sé quando era ancora vivo, e fece questo ponte per la sua anima, e (egli) solo è proprietario di tutta Tábýr.